# Tóth László (író)
Tóth László (Budapest, 1889. december 22. – Vác, 1951. szeptember 13.) író, publicista - világi katolikus újságíró.

## Pályafutása
Édesapja Tóth Imre színművész, a Nemzeti Színház és a Színművészeti Akadémia igazgatója, nagyapja Tóth József jellemszínész volt. A Magyar Királyi Tanárképző Intézet Gyakorló-Főgymnasiumban érettségizett 1908-ban, majd Jénában és Párizsban is tanult, de Budapesten avatták jogi doktorrá, ahol előbb az Egyetemi Kör, később a tanulmányi bizottság elnöke volt.
1913-tól a Budapesti Hírlap párizsi levelezőjeként dolgozott, ezt követően számos lap (mint az Esti, 8 órai Újság, Pesti Tőzsde) munkatársa is volt. Álneve és betűjelei: Pongor Bálint; -hó; (-hó); -th; (-thl-); (t.l.).
1936-ban a Magyar Országgyűlés hírlaptudósítói szindikátusának elnöke, a politikai rovat vezetője és testületének tb. tagja. Ugyanebben az évben a vatikáni nemzetközi katolikus sajtó világkiállítás előkészítésének szerves résztvevője, 1937-1938 között a budapesti 34. Eucharisztikus világkongresszus sajtóirodájának vezetője, 1937-ben kormányfőtanácsos volt. 1922 és 1944 között felelős szerkesztője volt a klerikális-legitimista Nemzeti Újságnak, melyben a vezércikkeket is ő írta. Írásban szembetűnik korának hivatalos katolikus egyházpolitikája, annak minden sajátos ellentmondásos jellemzőivel. A Magyar Újságírók Egyesületének elnöke és a Katolikus Újságírók Pázmány Egyesületének főtitkára, majd alelnöke volt. A brüsszeli, marseille-i és római katolikus sajtó világkongresszuson a magyar katolikus újságírást képviselőjeként vett részt. A Bazilika Egyházközség alelnöke, a Felső Budai Katolikus esperesi kerület világi elnöke.
Az 1945. január 27-én alakított Magyar Újságírók Országos Szövetsége nem igazolta, ezután hivatásában mellőzték. 1948 decemberében letartóztatták, 1949-ben pedig a Mindszenty-perben hetedrangú vádlottként hűtlenség (kémkedés) vádjával tízévi fegyházbüntetésre ítélték. Két évvel később agyszélhűdést kapva halt meg a váci fegyházban.

## Művei
A Magyar Tudományos Akadémia Könyvtár és Információs Központ-jának repozitóriumában
- A pénztáros[5] (1938)
- Májusfa[6] (verses színjáték, bemutató: Nemzeti Színház, Bp., 1923);
- Különös kérő[7] (regény, 1930);
- Ami erősebb nálunk[8] (regény, 1934);
- A tehetségtelen[9] (regény, 1935);
- Magányos jegenye[10] (regény, 1940);
- Arcélek az újságpapiroson[11] (cikkek, 1942);
- Tavaszi síp meg a többi[12] (1942);
- Pénztár 9-2-ig[13] (1938);
- Üzenetek a világba[14] (elbeszélések, Bp., 1941)

További művei
- Magyar vártán (cikkek, 1941);
- Májusi szivárvány (regény, 1931);
- Versek (1922)